# 蘇嘉富
蘇嘉富，中華民國政治人物，民主進步黨籍，曾任第五屆立法委員和第三屆國大代表。為前立法院長蘇嘉全的二哥，姪子為前立委蘇震清。

## 經歷
- 高雄市屏東同鄉會副理事長
- 國立中山大學綠色環境研究中心專案主持
- 第三屆國大代表
- 民進黨第七屆中評委
- 民進黨第九屆中評委
- 高雄市民進黨部評召二屆
- 行政院顧問
- 第五屆立法委員

## 外部連結
立法院 （页面存档备份，存于）